# سه رفیق (فیلم ۱۳۵۵)
سه رفیق (ایتالیایی: Che carambole ragazzi) فیلمی ایتالیایی-ترکیه‌ای-ایرانی به کارگردانی ناتوک بایتان و ارنست هوفباور محصول سال ۱۳۵۵ است.

## بازیگران
- جنید آرکین
- رضا فاضلی
- روبرت ویدمارک
- فرانکا گونلا
- گولشن بوبیک‌اوغلو
- آلبرتو دلاکوا